# Abrus concavelus
Abrus concavelus är en insektsart som beskrevs av Li och Wang 2006. Abrus concavelus ingår i släktet Abrus och familjen dvärgstritar. Inga underarter finns listade i Catalogue of Life.